# 矢口早苗
矢口 早苗（やぐち さなえ）は、神奈川県横浜市生まれの女性歌手。
- ペドロ&カプリシャス6代目ボーカリスト。
- 矢口早苗DARK SIDE OF THE MOON・WING WINGSボーカリスト。

## 概要
神奈川県横浜市に日本舞踊家元の一人娘として生まれ2003年頃からプロボーカリストとして活動開始。洋楽・邦楽をレパートリーとしている。

## 経歴
- 1990年
  - グラビアモデルとして雑誌「URECCO」を中心に芸名「日高早苗」として活動。
- 1994年
  - 横浜本牧ミスさくらグランプリ受賞。
  - FM横浜出演。横浜市内の地域の行事に貢献。
- 2003年
  - アール・エフ・ラジオ日本「兼田章のときめきジュークボックス」出演。
- 2003年 - 2005年
  - 「横浜アンサーガールズ」ボーカリストの一員（芸名：元町子）として「寺内タケシとブルージーンズ」の日本全国ツアーに参加。
- 2006年
  - 女性メインボーカリストとしてライブハウス「HIT STUDIO'60」に出演。
- 2009年
  - 「矢口早苗&Groovin'Country」としてハーレーダビッドソン主催イベント「富士Blue sky heaven」に出演。
- 2010年
  - 「矢口早苗&Groovin'Country」としてカントリーのイベント伊勢Country Heavenに出演。
  - 10月「矢口早苗&Groovin'Country」としてカントリーのイベントで日比谷野外大音楽堂に出演。
  - 12月ボーカリストとして 小野ヤスシ主催イベント「東京グランド・オール・オプリ」に出演。
- 2011年
  - 6月「矢口早苗&Groovin'Country」としてカントリーのイベント伊勢Country Heavenに2年連続メイン出演。
  - 7月カントリーボーカリスト代表として東日本大震災後「日本人としてアメリカの歌を歌い日本を救おう」と大使館式典「独立記念日Party」に出演。
  - 12月ボーカリストとして 小野ヤスシ主催イベント「東京グランド・オール・オプリ」に小野ヤスシ主催イベント「東京グランド・オール・オプリ」に2年連続出演。
- 2012年
  - 4月 ゲスト・ボーカリストとして黒沢博「ガーデンパーティー」に出演。
  - 9月 コンテンポラリー・カントリーミュージックを中心に活動。
- 2013年
  - 9月 新潟県長岡市での恒例イベント「カントリーフェスティバル2013」に出演。
- 2014年
  - 1月より新たなメンバーを加え「矢口早苗ショー」で定期的に横浜の老舗ライブハウスFRIDAYに出演。
  - 7月 ゲストボーカリストとしてMEN'S 5ライブ「渋谷より愛を込めて…夏」に出演。
  - 9月 新潟県長岡市での恒例イベント「カントリーフェスティバル2014」に2年連続出演。
- 2017年
  - 11月 産休の桜井美香の代役として小谷のりこと共にペドロ&カプリシャスのステージに参加。
- 2018年
  - 1月 桜井の卒業に伴い、小谷と共にペドロ&カプリシャスの6代目ボーカリストとして正式に加入。
- 2019年
  - 森永淳哉を中心としたバンド、「矢口早苗DARK  SIDE OF THE MOON」を結成。
- 2020年
  - 2月10日 「矢口早苗DARK SIDE  OF THE MOON」ミニアルバム「愛をいうの〜I know You know〜」リリース[2]。
- 2021年
  - 3月 「矢口早苗DARK SIDE OF THE MOON」として埼玉会館大ホールで開催された「浦和ロックシティ再始動!」に出演。早速、音楽誌「Player7月号」に、このライブの模様が掲載された。
  - 10月 森永淳哉との新ユニット「WING WINGS」を結成。1stアルバム「Autumn Land」リリース。

## 主な共演者
- 寺内タケシとブルージーンズ
- ペドロ&カプリシャス
- 淡谷三治
- 大石吾朗
- 江川ほーじん

## CD
- 矢口早苗1stシングルCD『時の魔法』
  - 発売元：COCORO-LABEL
  - 作詞：青山秋生　作曲・編曲：矢口壹琅
  - Vocal：矢口早苗、Vocal&Guitar：矢口壹琅、Bass：福本勝治、Drums：イズミダイズミ、Keyboard：宇田隆志
- 矢口早苗DARK SIDE  OF THE MOON『愛をいうの〜I know You know〜』
  - 発売元:SON LIGHT RECORD
  - Vocal・作詞：矢口早苗、Guitar・作曲：森永淳哉、Bass：高橋喜一、Drums：高橋まこと
- WING WINGS『Autumn Land』
  - 発売元:Arco Grande RECORDS
  - Vocal・作詞：矢口早苗、Guitar・作曲：森永淳哉、Keyboard：岸本道弘、Fiddle：江部和幸、Flute：岡村加寿子